# ダンケラー数
ダンケラー数（ダンケラーすう）とは、流体力学の無次元数の一つ。ダンケラーが提唱しダンケラー数と呼ばれる無次元数は数個あるが、ここでは第1グループのダンケラー数について述べる。それは以下の公式で求められる。
{\displaystyle Da={\frac {T_{f}}{T_{r}}}}
ただし、Da はダンケラー数、Tf は流れの特性時間、Tr は反応の特性時間を示す。